# Средние торговые ряды
Средние торговые ряды (в советское время здание также было известно как Второй дом Министерства обороны; Красная площадь, дом № 5) — комплекс зданий в центре Москвы, построенный в 1889—1893 годах по проекту архитектора Р. И. Клейна. Являлись частью архитектурного ансамбля вместе с Верхними торговыми рядами. Занимают целый квартал, ограниченный улицами Варварка, Ильинка, Москворецкой и Хрустальным переулком Западным фасадом выходят на Красную площадь. Памятник архитектуры.

## Архитектура

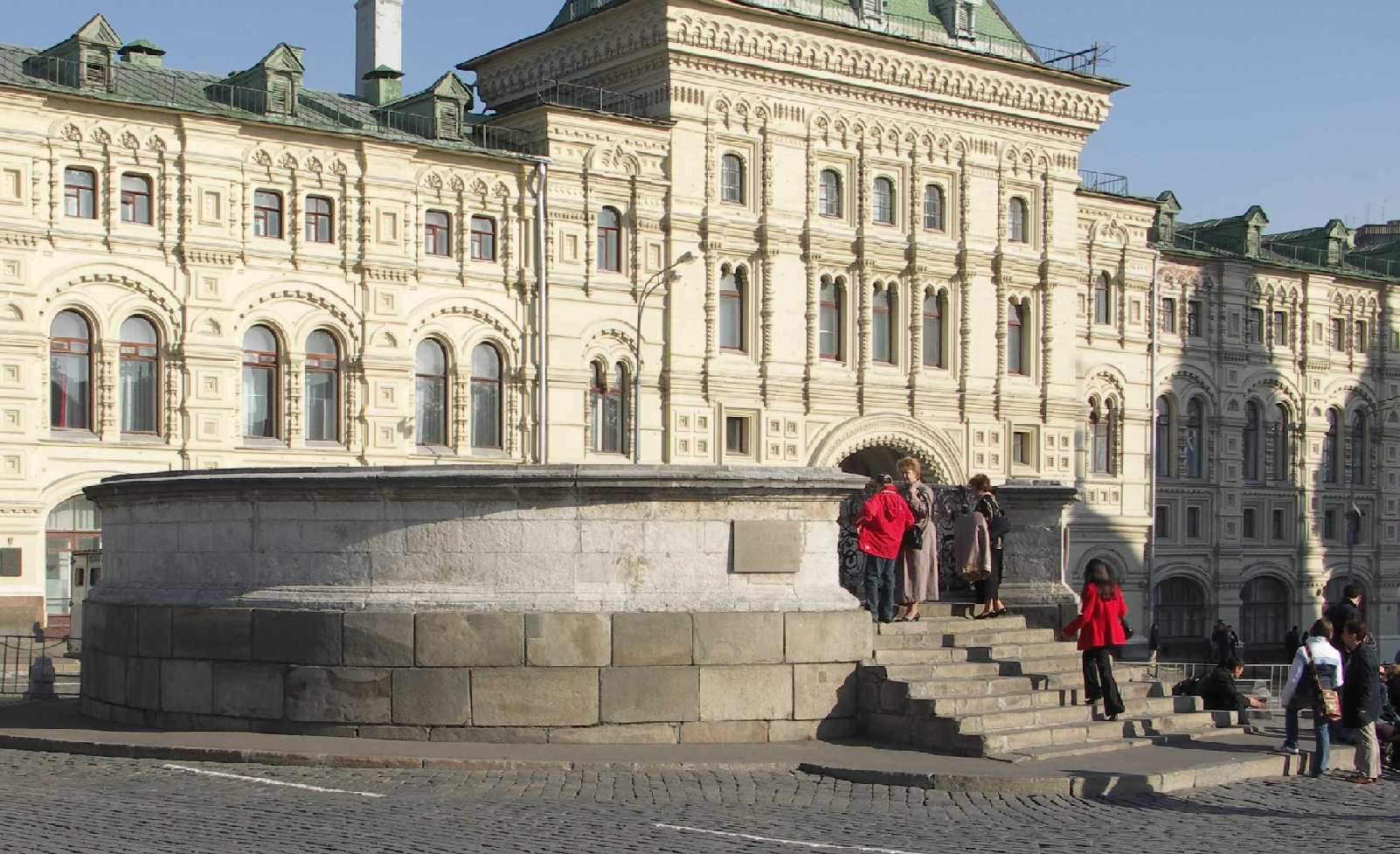
Вид на Средние торговые ряды с Красной площади.

Средние торговые ряды состояли из нескольких зданий: главного (по периметру всего квартала) и четырёх внутренних корпусов. В процессе реконструкции внутренние здания разрушены. Фасад внешнего корпуса состоит из двух разновысоких частей, что обусловлено особенностями рельефа (здание находится на спуске к Москве-реке) и характером близлежащих построек: со стороны Верхних торговых рядов здание более высокое и в целом повторяет их стиль, а вторая часть выдержана в нейтральном стиле, ввиду близости Храма Василия Блаженного.
Первый этаж здания выполнен в виде ряда полукруглых арок, над каждой из которых во втором этаже расположены два окна, обрамлённые полукруглой аркой. В ризалитах арки сдвоенные, с «гирькой» посередине. Окна третьего этажа украшены наличниками. В целом здание оформлено в русском стиле с большим количеством мелких деталей и элементов декора.

## История

### Ранний этап
Территория, на которой сейчас расположены Средние торговые ряды, начала осваиваться в XIII веке. В XIV веке (после постройки при Дмитрии Донском в 1368—1370 годах Кремля из белого камня) значение этой территории возросло. В восточной стене Кремля находилось трое ворот: Никольские, Фроловские (Спасские) и Тимофеевские (Константино-Еленинские), которые определили направление трёх важнейших улиц посада: Никольской, Ильинки и Варварки. В середине XV века на территории между Варваркой и Ильинкой уже, видимо, идёт бойкая торговля: Владимирский летописец в 1434 упоминает о храме «Бориса и Глеба на Варварской улици за торгом».
В 1493 году торг перенёс большой пожар, выгорела значительная часть территории и построек. Через два года, в 1495 был издан указ, призванный уменьшить вред от возможных пожаров: запрещалось строительство ближе 109 саженей от Кремля. Таким образом торг сместился дальше от стен, а на освободившемся месте постепенно сформировалась площадь, ныне известная как Красная.
В 1485—95 годах, при Иване III, Кремль перестраивается: новые стены и башни облицовываются красным кирпичом, обновляются укрепления у некоторых ворот. В результате трасса Варварки заворачивает чуть севернее, стремясь скорее к Спасским, а не к Константино-Еленинским воротам.

### Формирование рядов
В конце XV — начале XVI веков появляется переулок, отделяющий торг от Панского двора (ныне Гостиный двор), где купцы из Польши и Литвы складировали свои товары.
На самом же торге постепенно складывается практика, когда лавки продающие похожие товары размещаются компактно, возле друг друга: формируются ряды (Сурожский, Москотинный и другие).
На протяжении последующей своей истории торг неоднократно горел, но всякий раз ряды отстраивались заново. После пожара 1594 года царь Фёдор Иоаннович издал указ, предписывающий взамен деревянных лавок строить каменные. Так сложились три квартала торговых рядов: Верхние, Средние и Нижние. В рядах была установлена единая структура: размер лавки 2 на 2,5 сажени, лавки примыкают друг к другу тыльной стороной; в ряду лавки могут примыкать друг к другу боковыми сторонами; проход между рядами лавок — 2,5 сажени. Структура Средних торговых рядов имела некоторые отклонения от прямолинейности ввиду сложного рельефа и ломаной линии внешних границ. По периметру Средних (и Верхних) рядов были возведены галереи аркад на столбах.

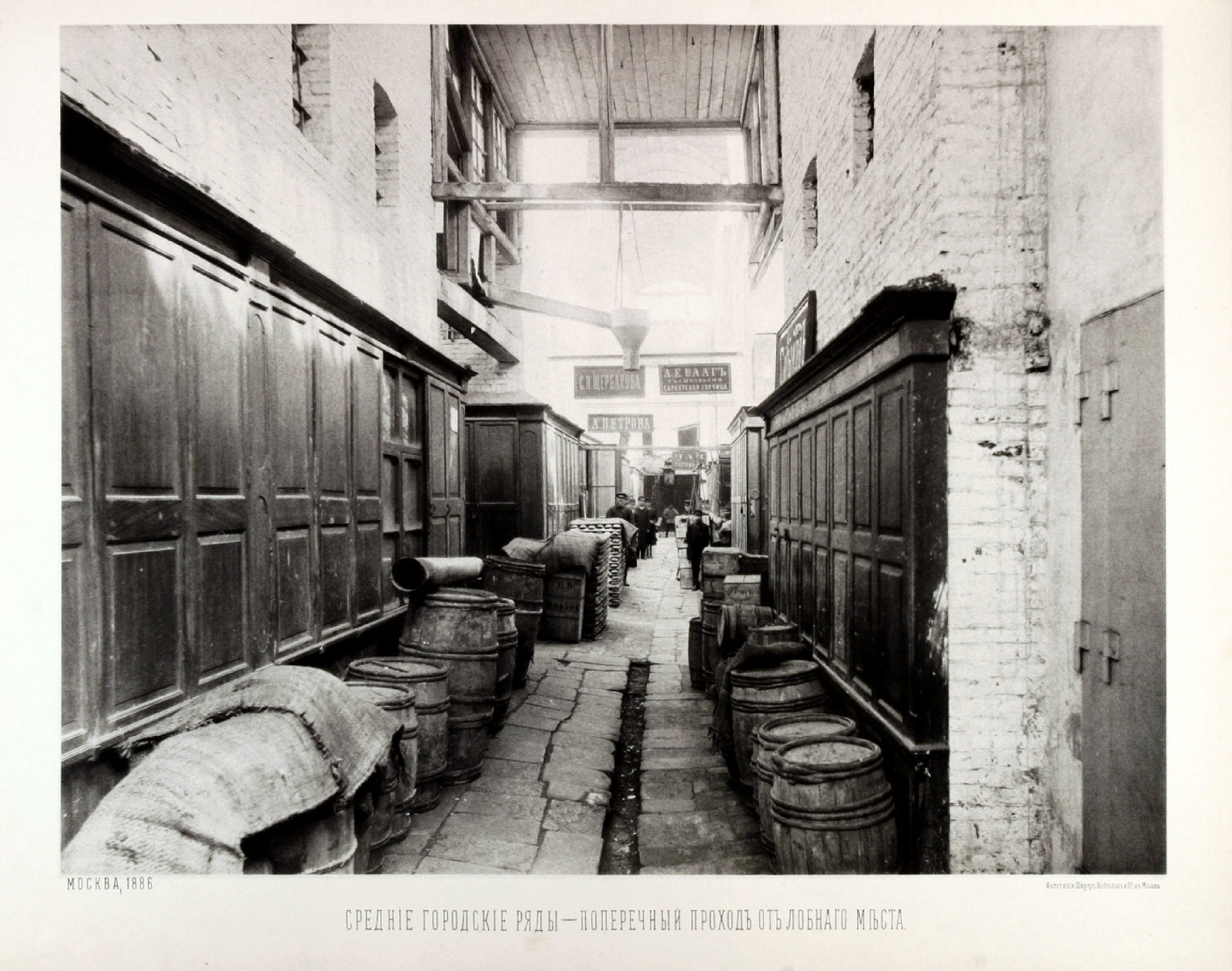
Внутри рядов («Шерер, Набгольц и Ко». Альбомы Н. А. Найдёнова, 1886 год)

Внутри Средних торговых рядов существовало два поперечных прохода, делящих ряды на три участка. К середине XVII века сложилась следующая планировка:
- В первом (ближнем к Верхним рядам) находились (если смотреть от Красной площади): Щепетильный ряд (женские товары), Овощной и Книжный ряды, Старый Суровский ряд, Суровский ряд (ткани), Сапожный и Замочный ряды, Рыбный просольный ряд, Хлебный ряд, соседствующий задней стороной со стеной Гостиного двора.
- Во втором квартале располагались Игольный ряд, Нижний овощной ряд, Верхний медовый ряд, Верхний москательный ряд (бытовая химия, лаки, краски, клей), Оконничный ряд, Вандышный ряд (рыба корюшка), вдоль внешней стены шёл Калачный ряд.
- В последней части были расположены Судовый ряд с Фряжскими погребами, Пушной ряд, Нижний москательный ряд, Юхотный подошевный ряд (юхть - мягкая кожа), Свечной ряд с Уксусными погребами, Восковой ряд, у дальней стены находился Мыльный ряд.

Впоследствии ряды не раз изменяли своё расположение, но некоторые оставались на традиционных местах до конца XIX века.
Постепенно над многими лавками строятся вторые этажи, которые используются в качестве складов. Однако эти перестройки выполнялись хозяевами лавок без какого-либо общего плана, в результате чего внешний вид рядов был весьма неоднороден: соседствовали одно- и двухэтажные постройки различной высоты, изредка встречались и старые деревянные здания.

### Ряды после 1812 года

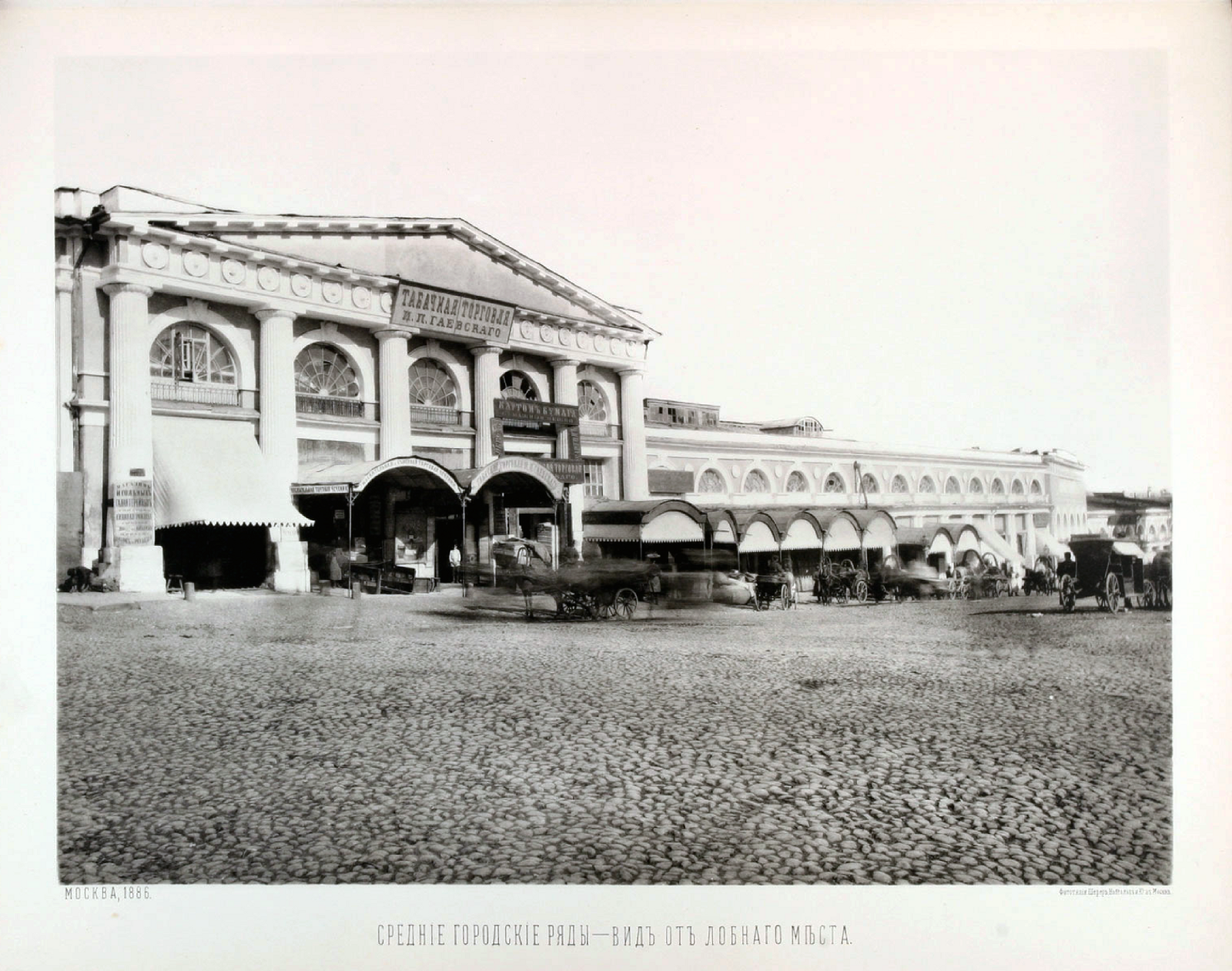
Вид на Средние торговые ряды от Лобного места («Шерер, Набгольц и Ко». Альбомы Н. А. Найденова, 1886 год)

После Московского пожара 1812 года было принято решение о перестройке Верхних и Средних торговых рядов. Работу поручили архитектору Бове. Углы, выходящие на Ильинку, были выполнены в виде возвышений квадратного сечения, которые были украшены портиками с колоннами, фризами и лепниной. Декоративные элементы перекликались с роскошным оформлением Верхних торговых рядов.
Со стороны Варварки на углах размещались полукруглые возвышения с колоннадами, фризами и аттиками.
Первый этаж фасада состоял из проёмов прямоугольной формы, над каждым из которых во втором этаже располагалось полукруглое окно. Этажи визуально разделялись карнизом. Работа была завершена в 1816 году.
Внутри рядов над проходами были сооружены деревянные навесы, размещены фонари.

### Ряды постройки Клейна

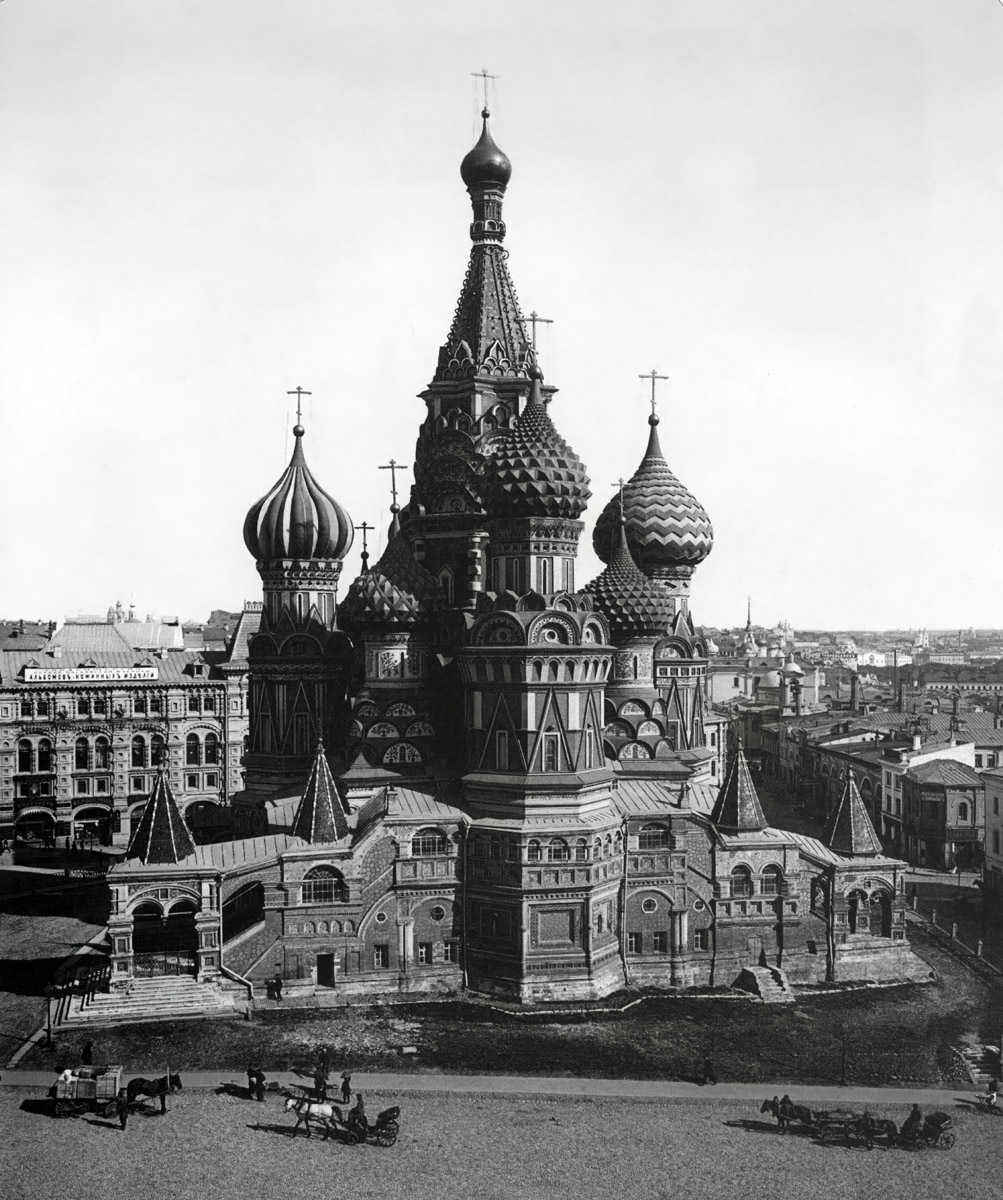
Средние торговые ряды (на заднем плане) в 1900 году

В конце XIX века встал вопрос о реконструкции торговых рядов, так как здания обветшали, а архитектурный облик Красной площади изменился после строительства здания Исторического музея. Вначале, в 1888—1893, перестроили Верхние ряды, затем наступила очередь Средних. Строительство было поручено Роману Ивановичу Клейну, чей проект Верхних торговых рядов занял в конкурсе второе место, уступив проекту Померанцева. В 1890 году Александр III утвердил план Клейна, и к 1893 году строительство было завершено.
Ансамбль средних архитектурных рядов составил трёхэтажный «кольцевой» корпус, во внутреннем дворе которого разместились четыре двухэтажных корпуса. Под рядами были выкопаны большие подвалы с заездом со стороны Варварки. Попасть внутрь рядов можно было через три въезда: два из Хрустального переулка и один с Москворецкой улицы.
В начале XX века существовали планы надстройки четвёртого этажа, но они не были воплощены в жизнь.
Техническое оснащение Средних торговых рядов было сравнительно передовым для того времени: здесь было центральное отопление, вентиляция, грузовые лифты, собственная электростанция.

### Средние торговые ряды с 1917 по 2012 год
После Октябрьской революции здания Средних торговых рядов были национализированы, и в них разместился Второй дом Реввоенсовета. До 2000 года комплекс находился на балансе Министерства обороны (имел почтовый адрес: Красная площадь, 2-й дом Министерства Обороны), в нём размещались Главные и Центральные управления МО СССР. Начиная с 1930-х годов разрабатывались крупномасштабные архитектурные проекты, предусматривающие снос всех торговых рядов. Нижние торговые ряды были снесены в 1960-е годы, открыв тем самым вид на Средние ряды со стороны Москвы-реки. Это привело к возрастанию роли Средних торговых рядов в архитектурной композиции центра Москвы.
До 2005 года формирования Минобороны России выселены из комплекса. В 2009 году комплекс зданий передан ФСО России.

### К5
29 июня 2012 года во время встречи с директором ФГБУК «Государственный историко-культурный музей-заповедник «Московский Кремль» Еленой Гагариной президент России Владимир Путин предложил передать Средние торговые ряды Музеям Московского Кремля для увеличения экспозиционной площади. Для проектирования музейного комплекса были приглашены архитектурные бюро Меганом и NOWADAYS, работа продолжалась с 2015 по 2019 год. В основу архитектурного проекта легли принципы открытости городу и многофункциональности музейного пространства, связи и диалога двух зданий — старого и нового, многообразия типов экспозиционных пространств, соединенных единым маршрутом с понятной навигацией. В основе проекта современного корпуса — создание пространственных впечатлений: ценность и историческая значимость экспонатов подчеркнута монументальной архитектурой. Здания объединены целостной логикой экспозиции, а связывающие их воздушных мосты позволят посетителям плавно перемещаться между корпусами. Важной задачей стало обеспечение безопасности и сохранности коллекции, создание наилучших условий экспонирования и хранения, отвечающих самым высоким мировым стандартам.
Музейный комплекс станет многофункциональным общественным пространством, где, помимо самой экспозиции, разместятся детский и взрослый образовательный центр, лекторий с кинозалом, книжный и сувенирный магазин, рестораны и кафе. К5 также вместит в себя музейное хранилище, реставрационные мастерские, административный и научный центры..

#### Реконструкция
В настоящее время Средние торговые ряды перестраиваются[уточнить], снесены все четыре внутренних корпуса и в ряде случаев произведена перепланировка. Частью своего фасада Средние торговые ряды выходят на Красную площадь, попадая тем самым под охрану как часть Всемирного наследия ЮНЕСКО. Однако этот статус касается только фасада, выходящего на Красную площадь, поэтому совершённый в 2007 году демонтаж внутренних корпусов формально не является нарушением. Комплекс Средних торговых рядов входит в охранную зону недвижимых памятников истории и культуры, утвержденную Постановлением Правительства Москвы от 16 декабря 1997 года. 21 февраля 2004 года Правительство Российской Федерации выпустило постановление об отнесении комплекса к объектам исторического и культурного наследия федерального значения. Росохранкультура санкционировала вывод внутренних корпусов из-под охраны, хотя согласие Москомнаследия на эти действия не было получено.